# Вала (притока Кільмезю)
Вала́ (рос. Вала, удм. Вало шур) — річка в Удмуртії (Можгинський, Граховський, Увинський, Вавозький та Сюмсинський райони) та Кіровській області (Кільмезький район) Росія, ліва притока Кільмезю.

## Морфометрична характеристика
Довжина річки становить 196 км. Бере початок за 4 км на північний схід від присілку Малий Кармиж на Можгинської височини, впадає до Кільмезю у присілку Таутово. Середній похил річки становить 0,6—1,2 м/км. Щільність річкової мережі в межах річкового басейну становить 0,5 км/км². Басейн річки характеризується невисокою водністю, середнє значення модуля стоку — 4,5 л/с на км². Річка доволі звивиста, особливо в середній течії. Під час весняних паводків вона всюди виходить з берегів, затоплюючи заплавні луки. Влітку, в межень, річка повертається у своє русло. Береги вкриті чагарниковою рослинністю — верба, черемха, чорна смородина тощо. Тераса правого північного берега вкрита мішаними та хвойними лісами. Заболочені місця зустрічаються лише на ділянці — Гуляєво-Сюрек.
Ширина русла у верхів'ї (до гирла річки Нилга) — 10—18 м, глибина змінюється від 0,1—0,9 на перекатах до 1—2 м на плесах, швидкість течії річки на цій ділянці становить 0,2 м/с. В середній течії (до гирла річки Какмож) ширина русла — 20—30 м, глибина збільшується до 0,5—1,5 м на перекатах та 2—2,8 м на плесах, швидкість течії зростає до 0,3 м/с. В нижній течії ширина русла — 40—50 м, швидкість 0,4 м/с, суттєвих змін глибини не спостерігається.
За даними спостережень гідропосту у селі Вавож (1933—1980 роки), пересічна амплітуда коливання рівня води становить 5,33 м. В період весняних паводків рівні води перевищують умовний меженний рівень на 5—6 м. Найвищий рівень весняних паводків зареєстрований 2 травня 1979 року — 6,4 м. Під час літньо-осінніх паводків рівень води піднімається на 1-2 м вище меженного рівня. Найвищий паводковий рівень — 2,47 м — був відмічений 12 вересня 1950 року. Низькі рівні літньої межені зазвичай відмічаються на початку 3-ї декади серпня, зимової — в кінці листопада. Найнижчий літній рівень зареєстрований 23 червня 1973 року (0,25 м), зимовий — 23 жовтня 1975 року (0,13 м). У період весняних паводків (біля села Вавож) проходить в середньому 63% річного стоку, змінюючись з роками від 33% до 82%. Максимальні витрати весняних паводків відмічені 2 травня 1979 року — 468 м³/с. Середні витрати літньої межені — 3,75 м³/с, мінімальні — 1,5 м³/с, середні показники зимової межені — 4,22 м³/с, мінімальні — 1,14 м³/с. Середньорічні витрати води біля села Вавож (1952-1980 роки) становили 19,6 м³/с.
Крижані утворення з'являються на початку листопада. Льодостав починається з кінця 1-ї декади листопада і продовжується в середньому 157 днів. Весняні паводки починаються в середині 1-ї декади квітня, а через 7-10 днів проходить криголам. Весняний льодохід не тривалий — 3—4 дні. Середня дата переходу води через 0,2 °C навесні — 17 квітня. У 2-й декаді липня температура води може підніматись до 25—28 °C. Восени перехід температури води через 0,2 °C проходить в середині 1-ї декади листопада.
Річка не судноплавна, використовується для господарського та питного водозабезпечення, зрошування, рибальства та в рекреаційних цілях. За переваженими йонами вода характеризується як гідрокарбонатно-кальцієво-магнієва з середньою загальною мінералізацією. За даними Держкомприроди Удмуртії, в 1993 році вода в нижній течії забруднена йонами заліза (6,1 ГДК) та азоту амонієвого (2,5 ГДК).

## Притоки
- Праві — Пичас, Тлоїнка, Булайка, Нилга, Лудзя, Яголудка, Ува, Какмож, Інга, Піжил, Сюрек
- Ліві — Ключ, Сіби, Ниша, Чумойка, Сюга, Сюгінка, Пазялка, Кельвай, Лумпа, Варінка, Килт, Седмурча, Ітча, Ідик, Кунжек, Зеквай

Найбільші притоки (довжиною понад 30 км):
| №  | Назва річки | Довжина, км | Висота витоку, м | Висота гирла, м | Похил річки, м/км | Площа басейну, км² |
| -- | ----------- | ----------- | ---------------- | --------------- | ----------------- | ------------------ |
| 1  | Ува         | 112         | 200              | 92              | 0,9               | 1230               |
| 2  | Нилга       | 80          | 245              | 98              | 1,8               | 1230               |
| 3  | Килт        | 52          | 180              | 91              | 1,7               | 525                |
| 4  | Какмож      | 51          | 195              | 88              | 2,1               | 303                |
| 5  | Інга        | 42          | 177              | 87              | 2,1               | 206                |
| 6  | Ниша        | 40          | 202              | 127             | 1,9               | 324                |
| 7  | Ідик        | 38          | 160              | 81              | 2,1               | 316                |
| 8  | Седмурча    | 38          | 158              | 88              | 1,8               | 268                |
| 9  | Піжил       | 36          | 175              | 83              | 2,6               | 194                |
| 10 | Сюга        | 35          | 196              | 111             | 2,4               | 273                |
| 11 | Пичас       | 33          | 201              | 117             | 2,6               | 302                |
| 12 | Зеквай      | 31          | 156              | 79              | 2,5               | 343                |
| 13 | Сюгінка     | 30          | 220              | 109             | 3,7               | 133                |